# Shukusei!! Loli Kami Requiem
"Shukusei!! Loli Kami Requiem" là một bài hát của họa sĩ, YouTuber ảo Nhật Bản Shigure Ui từ album đầu tay của cô Mada Ame wa Yamanai. Với giọng hát của Shigure trong nhân vật nữ sinh chín tuổi và phần kể chuyện của Inuyama Tamaki, bài hát được D.watt soạn nhạc và Maron viết lời, cả hai đề là thành viên của IOSYS. Về mặt âm nhạc, đây là một bài hát denpa có lời hát tấn công những người ái nhi hư cấu và vay mượn các tình tiết từ thể loại lolicon.
Mặc dù được phát hành vào năm 2022, bài hát đột nhiên trở nên viral vào tháng 9 năm 2023 sau khi video âm nhạc của nó được ra mắt. Những người dùng trên TikTok và các nền tảng mạng xã hội khác đăng những video nhảy và các bản remix của riêng họ. Bài hát đạt vị trí thứ 28 trên Billboard Japan Hot 100 và cũng xuất hiện trên các bảng xếp hạng khác ở Nhật Bản như Billboard Japan, Oricon và Count Down TV. Những người tạo ra nó nhận xét rằng giai điệu bắt tai kết hợp với video là những yếu tố quan trọng góp phần vào sự phổ biến của bài hát. Vì sự nghiêm trọng của lời bài hát, nó cũng gây ra các cuộc tranh cãi trên mạng.

## Sáng tác
Lời bài hát của "Shukusei!! Loli Kami Requiem" được viết từ góc nhìn nhân vật nữ sinh hư cấu Shigure Ui, Ui chín tuổi. Cô tấn công và chế nhạo những người ái nhi đang bị giam cầm đồng thời đóng vai một nữ thần dẫn họ đến sự cứu rỗi. Video âm nhạc trực quan hóa hai phần: Ui hát và nhảy với vẻ kinh tởm đối với người xem trong khi các bình luận "chắn" danmaku được truyền cảm hứng từ nền tảng chia sẻ video Nico Nico Douga chạy ngang qua màn hình, đại diện cho những kẻ săn mồi tình dục. Cách chế nhạo tàn bạo của Ui được miêu tả là ẩn dụ của mesugaki; tức là hành vi khiêu khích của các thiếu nữ nhằm lôi kéo tình dục người lớn.
Bài hát được coi là một bài hát denpa "vô nghĩa" với giai điệu nhạc dance điện tử trong bài hát. Kitagawa của Kai-you chia bài hát thành hai nửa chính được phân ra bởi đoạn ở giữa. Nửa đầu sôi động được mô tả với các khía cạnh nhạc pop bao gồm giọng hát nữ tính của Ui và những tiếng hô xen kẽ, sau đó dẫn vào một đoạn nhạc giống như dubstep để tiết lộ mặt thù địch của Ui đối với những người ái nhi. Ngay ở phần giữa của bài hát, trong một hành động thanh trừng thần thánh, âm nhạc chuyển sang cảnh Ui bắn tia Ui Beam để giật điện những sinh vật nhớp nháp trong khi người kể chuyện giải thích tình hình và cuộc tấn công. Cuối cùng, âm nhạc chìm vào nửa thứ hai tối tăm, xen kẽ giữa mặt thù địch và nữ tính của cô.

## Sản xuất và phát hành
Bài hát có sự góp giọng của họa sĩ minh họa và YouTuber ảo (VTuber) Nhật Bản Shigure Ui trong nhân vật chín tuổi của cô, được gọi là "Loli Ui", thỉnh thoảng xuất hiện trong các buổi phát trực tiếp của cô. Lời bài hát và phần sáng tác lần lượt được thực hiện bởi Maron và D.watt, cả hai đều là thành viên của nhóm nhạc "indie" dōjin IOSYS. Bài hát có phần dẫn chuyện của VTuber Inuyama Tamaki. Trong cuộc phỏng vấn với Febri vào năm 2022, Shigure cho biết vì bản thân là một otaku, cô đã nhanh chóng quyết định chọn một bài hát denpa khi hợp tác với IOSYS. Ngoài ra, cô nói rằng lời bài hát mà cô nhận được ban đầu còn khốc liệt hơn nhiều so với bản chỉnh sửa cuối cùng, gọi đó dường như là "đau đớn như đánh ai đó bằng bê tông". Theo Maron, tiêu đề dự kiến là "Shukusei: Butabakomyunikēshon!!".
Bài hát được xem trước vào ngày 21 tháng 5 năm 2022 trong một buổi phát trực tiếp của Shigure trên YouTube. Buổi phát cũng bao gồm buổi ra mắt album đầu tiên của cô Mada Ame wa Yamanai được phát hành vào ngày 25 tháng 5. Cô đã biểu diễn nó tại sự kiện trực tiếp đầu tiên của mình tại Tokyo vào ngày 28 tháng 5. Video âm nhạc của bài hát được phát hành vào ngày 10 tháng 9 năm 2023 trên kênh YouTube của cô sau khi cô biểu diễn trong buổi phát trực tiếp thực tế ảo tiết lộ mô hình ba chiều của Ui chín tuổi. Các hình ảnh minh họa được ghi công cho chính Shigure và nhà làm phim hoạt hình Gagame, phần sản xuất phim được ghi công cho Hōzuki Warabe.

## Đón nhận
Sau khi phát hành, bài hát không nhận được sự chú ý ngay lập tức và được cho là bị lu mờ bởi ca khúc mở đầu của album, "Shinkakei Sketch". "Shukusei!! Loli Kami Requiem" được biết đến bởi những người hâm mộ của Shigure là một trong những bài hát "dễ thương" trong album. Tuy nhiên sau khi phát hành video âm nhạc một năm sau, bài hát trở nên viral trên toàn cầu thông qua các phương tiện truyền thông xã hội và trở thành một meme Internet. Chính bản thân Shigure cũng không ngờ tới được điều này, cô mong rằng những người mới biết đến sẽ không coi cô là một mesugaki. Video đạt được 10 triệu lượt xem chỉ trong ba tuần, khiến nó trở thành bài hát của một VTuber đạt được cột mốc này nhanh nhất. Video đã có hơn sáu mươi triệu lượt xem tính tới tháng 12 năm 2023.
Điệu nhảy xuất hiện trong phần điệp khúc của bài hát được mô tả là "có chất lượng vượt trội", "nhanh nhẹn" và "khó tái hiện", điều này đã khiến bài hát đột ngột trở nên phổ biến. Những người dùng trên TikTok bắt đầu đăng những video về bản thân hoặc nhân vật của họ hoặc từ trò chơi điện tử, chẳng hạn như Genshin Impact, bắt chước lại điệu nhảy như một thử thách Internet. Sự sáng tạo của những video nhảy này làm tăng thời gian xem dựa vào thuật toán đề xuất. Gagame đã phát hành tài liệu bản mẫu của video và góp phần không nhỏ vào sự phổ biến của nó. Các phiên bản cover và remix cũng được đăng tải trực tuyến. Tính đến cuối tháng Chín, ước tính đã có hơn sáu nghìn video về bài hát được đăng trên TikTok. Sự phổ biến của nó sau đó lan rộng sang các nền tảng khác như YouTube Shorts và Twitter. Bài hát đạt vị trí số một trên bảng xếp hạng Viral nội địa của Spotify vào ngày 18 tháng 9. Mặc dù ban đầu chỉ là một fan edit, điệu nhảy cũng đã xuất hiện trên nền video Spotify "9mm" của nhóm rap Memphis Cult. BMW và Lotus Cars lần lượt sử dụng điệu nhảy trong các quảng cáo của họ trên Instagram và TikTok. Bài hát cũng xuất hiện trong các câu lạc bộ giải trí và cửa hàng bách hóa. NHK đã từ chối phát bài hát trên Buiāru!: VTuber no Ongaku Radio khi có một khách mời yêu cầu phát bài này.
MrSun của Yahoo! News Đài Loan gọi giai điệu và lời bài hát là "thật sự gây nghiện" đến mức "sau khi cho ai đó nghe một lần, họ sẽ vô thức ngân nga theo". Kitagawa khen ngợi cấu trúc bài hát được thực hiện chi tiết và nhận xét rằng cách gia tăng độc đáo về sự phổ biến của bài hát là sự giao thoa giữa video âm nhạc và bài hát. Viết bài cho The Magazine của TuneCore Nhật Bản, Saitou Masahiro nhận xét rằng mặc dù phổ biến trong giới trẻ, âm nhạc cũng gợi nhớ đến văn hóa mạng Nhật Bản khi Nico Nico Douga còn là nền tảng chia sẻ video chính ở Nhật Bản. Trong một phân tích của Real Sound về văn hóa mạng Nhật Bản những năm 2000, Sogami Natsume đồng ý với nhận định này, cho rằng điều này là do các bình luận "dễ hiểu theo phong cách Nico Nico Douga" của bài hát và là một tác phẩm của IOSYS, những người có ảnh hưởng đến văn hóa otaku vào thời điểm đó, bên cạnh đó còn có yếu tố gọi-và-phản-hồi giống như thần tượng.
Bài hát đã gây ra tranh cãi do có chủ đề ái nhi. Nhà sản xuất còi báo động an toàn trẻ em Artec đã bị chỉ trích trên mạng xã hội sau khi chỉ ra rằng còi báo động xuất hiện trong video âm nhạc được dựa trên một trong những sản phẩm của họ và đăng một video trên YouTube và TikTok với một nhân viên nhảy theo bài hát và quỳ lạy cảm ơn vì đã giới thiệu sản phẩm của họ vào ngày 29 tháng 9. Công ty sau đó đăng lời xin lỗi trên trang web của họ vào ngày 2 tháng 10 vì "hành vi cực kỳ không phù hợp thiếu cân nhắc và tự nhận thức", sau đó xóa tài khoản TikTok của họ. Vào ngày 3 tháng 10, Yokoyama Daisuke, một cựu diễn viên của chuơng trình truyền hình dành cho trẻ em Okaasan to Issho, đã xóa một video trên TikTok của anh biểu diễn điệu nhảy này sau khi bị chỉ trích trên mạng xã hội. Yokoyama xin lỗi và nói rằng anh không biết về bối cảnh đằng sau của bài hát ngoài việc nó đang thịnh hành, đồng thời anh cũng xóa tài khoản của mình. Giữa những tranh cãi, một số người hâm mộ VTuber cho rằng bài hát "không phải là bài hát lolicon".

### Bảng xếp hạng
| Bảng xếp hạng (2023)                                           | Vị trí cao nhất |
| -------------------------------------------------------------- | --------------- |
| Bài hát tải xuống (Billboard Japan)                            | 18              |
| Toàn cầu bài hát Nhật Bản ngoại trừ Nhật Bản (Billboard Japan) | 19              |
| Hot 100 (Billboard Japan)                                      | 25              |
| Bài hát tản nhiệt (Billboard Japan)                            | 1               |
| Bài hát Nhật Bản (Hàn Quốc; Billboard Japan)                   | 9               |
| Top 20 TikTok hằng tuần (Billboard Japan)                      | 16              |
| Top bài hát do người dùng tạo (Billboard Japan)                | 1               |
| Đĩa đơn kỹ thuật số Nhật Bản (Oricon)                          | 35              |
| Phát trực tuyến Nhật Bản (Oricon)                              | 38              |
| YouTube Nhật Bản (Oricon)                                      | 3               |
| Count Down TV hằng tuần (Tokyo Broadcasting System)            | 27              |